# Джош Бут
Джош Бут (англ. Josh Booth, нар. 9 жовтня 1990, Мельбурн, Австралія) — австралійський веслувальник, срібний призер Олімпійських ігор 2016 року.
Призер чемпіонату світу.

## Виступи на Олімпіадах
| Олімпіада           | Дисципліна | Місце |
| ------------------- | ---------- | ----- |
| Лондон 2012         | вісімки    | 6     |
| Ріо-де-Жанейро 2016 | четвірки   | 2     |

## Зовнішні посилання
- Джош Бут — олімпійська статистика на сайті Sports-Reference.com (англ.) (архівна версія)
- Профіль [Архівовано 11 січня 2021 у Wayback Machine.] на сайті FISA.
- Джош Бут на сайті Міжнародної федерації веслувального спорту

1. ↑  Olympedia — 2006.
2. ↑  Joshua Booth